# Ceracupes arrowi
Ceracupes arrowi là một loài bọ cánh cứng trong họ Passalidae.